# Order Przyjaźni Narodów (Białoruś)
Order Przyjaźni Narodów (biał. Ордэн Дружбы народаў, ros. Орден Дружбы народов) – białoruskie odznaczenie państwowe.

## Historia
Order został ustanowiony ustawą Prezydenta Republiki Białoruskiej nr 101-3 z dnia 21 maja 2002 roku art. 1. Ustawa ta w art. 2 pkt. 2 określała także zasługi za jakie nadawany jest ten order.
W dniu 30 września 2002 roku dekretem Prezydenta Białorusi nr 498 określono jego wygląd, a w dniu 18 maja 2004 r. Ustawą Prezydenta Białorusi nr 288-3 uchylono ustawę z 2002 roku, zachowując na podstawie art. 4 to odznaczenie, a w art. 10 ustalono za jakie zasługi jest nadawany.
Pierwsze nadanie miało miejsce w 5 lipca 2002 roku.

## Zasady nadawania
Order posiada jeden stopień i jest nadawany osobom za wybitne osiągnięcia w działalności na rzecz współpracy pomiędzy narodami a zwłaszcza:
- za znaczący wkład w umacnianie pokoju, przyjaźni i współpracy między państwami, umocnienie współpracy i jedności między narodami
- za wyjątkowo owocną współpracę i wzajemne wzbogacania kultur narodowych
- za wybitne osiągnięcia w międzynarodowej działalności publicznej, charytatywnej i humanitarnej
- za wielki osobisty wkład w rozwoju potencjału duchowego i intelektualnego Republiki Białorusi, aktywność w dziedzinie ochrony praw człowieka i interesów społecznych
- za szczególne zasługi w rozwoju handlu zagranicznego, demokracji i postępu społecznego.

Odznaczenie jest nadawane przez Prezydenta Białorusi.

## Opis
Odznaczenie jest wykonane ze srebra i pozłacane. Odznaka składa się z dwóch nakładających się na siebie gwiazd – pięcio- i dziesięcioramiennej. Gwiazda dziesięcioramienna o średnicy 59 mm jest pozłacana, ramiona na których nie nałożono gwiazdy pięcioramiennej mają postać promieni słonecznych. Gwiazda pięcioramienna nałożona jest na gwiazdę dziesięcioramienną, jej krawędzie są pozłacane, a w środku znajduje się okrąg z emaliowanym rysunkiem przedstawiającym kulę ziemską z kontynentami. Okrąg te otoczony jest wieńcem stworzonym z ludzkich rąk. Ramiona gwiazdy wystając poza okrąg są emaliowane na czerwono. Rewers odznaki jest gładki, znajduje się numer odznaczenia zawieszona na wstędze orderowej koloru niebieskiego i noszony jest na szyi. Wstęga orderowa mocowana jest do orderu za pomocą zawieszki w postaci prostokąta w kształcie flagi Białorusi.